# Elecciones generales de los Países Bajos de 2021
Las elecciones generales de los Países Bajos de 2021 se llevaron a cabo el 17 de marzo, para elegir a los miembros de la Cámara de Representantes de los Estados Generales.

## Sistema electoral
Los 150 miembros de la Cámara de Representantes son elegidos por representación proporcional por lista abierta. Aunque el país está dividido en 20 distritos electorales regionales a los efectos de las listas electorales regionales, funcionalmente se lo trata como un solo distrito electoral a nivel nacional. Los escaños se distribuyen a nivel nacional sobre la base de las listas electorales. Primero, el número de escaños por lista se determina utilizando el método D'Hondt, lo que efectivamente da como resultado un umbral electoral de 1/150 (0,67%) de los votos para asegurar un escaño. Los votantes tienen la opción de emitir un voto preferencial. Los escaños ganados por una lista se asignan primero a los candidatos que, en votos preferenciales, han recibido al menos el 25% del número de votos necesarios para un escaño (de hecho, el 0,17% del total de votos), independientemente de su ubicación en la lista. Si varios candidatos de una lista pasan este umbral, su orden se determina en función del número de votos recibidos. Los escaños restantes se asignan a los candidatos según su ubicación en la lista electoral.
De conformidad con los artículos C.1, C.2 y C.3 de la ley electoral, las elecciones para la Cámara de Representantes se realizan cada cuatro años en marzo. 

## Antecedentes
El tercer gabinete de Mark Rutte  fue inaugurado después de las negociaciones de coalición más largas en la historia holandesa, con 225 días entre la elección y la toma de posesión del gabinete. El gabinete actual está dirigido por el primer ministro Mark Rutte, quien preside una coalición formada por el Partido Popular por la Libertad y la Democracia (VVD), la Llamada Demócrata Cristiana (CDA), Demócratas 66 (D66) y la Unión Cristiana (CU). La coalición tenía una mayoría estrecha en ambas cámaras legislativas en el momento de la inauguración del gabinete, con 76 de 150 escaños en la Cámara de Representantes y 38 de 75 escaños en el Senado. Tras las elecciones al Senado de 2019, tiene una minoría de 32 escaños en la cámara alta. Después de que el diputado Wybren van Haga fuera expulsado del grupo parlamentario del VVD en 2019, la coalición perdió su mayoría en la Cámara de Representantes.
Debido a la pandemia de COVID-19 en Países Bajos, la ministra del Interior, Kajsa Ollongren, propuso extender las elecciones en un período de tres días entre el 15 y el 17 de marzo de 2021. El gobierno renunció el 15 de enero de 2021 y continúa como un gabinete dimisionario.
Las elecciones se llevaron a cabo dos días antes de las elecciones generales de Curazao.

## Candidaturas
Un número récord de 89 partidos se inscribieron en el Consejo Electoral para competir en las elecciones. La mayoría de los partidos, sin embargo, no lograron acceso (a nivel nacional) a las boletas electorales, ya que no pudieron pagar el depósito de 11 250 euros y/o no recibieron suficientes respaldos (30 para cada uno de los 19 distritos electorales en los Países Bajos europeos, y 10 para el Caribe Neerlandés).
Los siguientes 37 partidos cumplieron con los requisitos para participar en la elección:
| Listado | Partido                                         | Acrónimo (neerlandés) | Candidato              |
| ------- | ----------------------------------------------- | --------------------- | ---------------------- |
| 1       | Partido Popular por la Libertad y la Democracia | VVD                   | Mark Rutte             |
| 2       | Partido por la Libertad                         | PVV                   | Geert Wilders          |
| 3       | Llamada Demócrata Cristiana                     | CDA                   | Wopke Hoekstra         |
| 4       | Demócratas 66                                   | D66                   | Sigrid Kaag            |
| 5       | Izquierda Verde                                 | GL                    | Jesse Klaver           |
| 6       | Partido Socialista                              | SP                    | Lilian Marijnissen     |
| 7       | Partido del Trabajo                             | PvdA                  | Lilianne Ploumen       |
| 8       | Unión Cristiana                                 | CU                    | Gert-Jan Segers        |
| 9       | Partido por los Animales                        | PvdD                  | Esther Ouwehand        |
| 10      | 50PLUS                                          | 50+                   | Liane den Haan         |
| 11      | Partido Político Reformado                      | SGP                   | Kees van der Staaij    |
| 12      | DENK                                            | DENK                  | Farid Azarkan          |
| 13      | Foro para la Democracia                         | FVD                   | Thierry Baudet         |
| 14      | BIJ1                                            | BIJ1                  | Sylvana Simons         |
| 15      | JA21                                            | JA21                  | Joost Eerdmans         |
| 16      | Código Naranja                                  | CO                    | Richard de Mos         |
| 17      | Volt Países Bajos                               | VOLT                  | Laurens Dassen         |
| 18      | NIDA                                            | NIDA                  | Nourdin El Ouali       |
| 19      | Partido Pirata                                  | PPNL                  | Matthijs Pontier       |
| 20      | Partido Libertario                              | PPNL                  | Robert Valentine       |
| 21      | JONG                                            | JONG                  | Jaron Tichelaar        |
| 22      | Splinter                                        | S                     | Femke Merel van Kooten |
| 23      | Movimiento Campesino-Ciudadano                  | BBB                   | Caroline van der Plas  |
| 24      | NLBeter                                         | NLB                   | Esther van Fenema      |
| 25      | Lista Henk Krol                                 | LHK                   | Henk Krol              |
| 26      | OpRecht                                         | OR                    | Michael Ruperti        |
| 27      | Jesús Vive                                      | JL                    | Florens van der Spek   |
| 28      | Orgulloso de los Países Bajos                   | ToN                   | Sander van den Raadt   |
| 29      | Frente Conectado U-Buntu                        | UCF                   | Regillio Vaarnold      |
| 30      | Lista en Blanco                                 | —                     | Anna Zeven             |
| 31      | Partido de la Unidad                            | PvdE                  | Arnoud van Doorn       |
| 32      | El Partido de la Fiesta                         | DFP                   | Johan Vlemmix          |
| 33      | Países Bajos Libres y Sociales                  | VSN                   | Bas Filippini          |
| 34      | Nosotros Somos los Países Bajos                 | WZNL                  | Erwin Versteeg         |
| 35      | Países Bajos Modernos                           | MN                    | Niels Heeze            |
| 36      | Los Verdes                                      | DG                    | Otto ter Haar          |
| 37      | Partido por la República                        | PvdR                  | Bruno Braakhuis        |

## Resultados
| Partido                      | Partido                                               | Sufragios  | Sufragios | Sufragios | Escaños   | Escaños |
| Partido                      | Partido                                               | Votos      | %         | +/-       | Diputados | +/-     |
| ---------------------------- | ----------------------------------------------------- | ---------- | --------- | --------- | --------- | ------- |
|                              | Partido Popular por la Libertad y la Democracia (VVD) | 2 279 130  | 21,9      | +0,6      | 34        | +1      |
|                              | Demócratas 66 (D66)                                   | 1 565 861  | 15,0      | +2,8      | 24        | +5      |
|                              | Partido por la Libertad (PVV)                         | 1 124 482  | 10,8      | -2,3      | 17        | -3      |
|                              | Llamada Demócrata Cristiana (CDA)                     | 990 601    | 9,5       | -2,9      | 15        | -4      |
|                              | Partido Socialista (SP)                               | 623 371    | 6,0       | -3,1      | 9         | -5      |
|                              | Partido del Trabajo (PvdA)                            | 597 192    | 5,7       | =         | 9         | =       |
|                              | Izquierda Verde (GL)                                  | 537 308    | 5,2       | -3,9      | 8         | -6      |
|                              | Foro para la Democracia (FvD)                         | 523 083    | 5,0       | +3,2      | 8         | +6      |
|                              | Partido por los Animales (PvdD)                       | 399 750    | 3,8       | +0,6      | 6         | +1      |
|                              | Unión Cristiana (CU)                                  | 351 275    | 3,4       | =         | 5         | =       |
|                              | Volt Países Bajos                                     | 252 480    | 2,4       | +2,4      | 3         | +3      |
|                              | JA21                                                  | 246 620    | 2,4       | +2,4      | 3         | +3      |
|                              | Partido Político Reformado (SGP)                      | 215 249    | 2,1       | =         | 3         | =       |
|                              | DENK                                                  | 211 237    | 2,0       | =         | 3         | =       |
|                              | 50Plus                                                | 106 702    | 1,0       | -2,1      | 1         | -3      |
|                              | Movimiento Campesino-Ciudadano (BBB)                  | 104 319    | 1,0       | +1,0      | 1         | +1      |
|                              | BIJ1                                                  | 87 238     | 0,8       | +0,5      | 1         | +1      |
|                              | Otros                                                 | 206 954    | 2,0       | +0,3      | 0         | =       |
| Votos válidos                | Votos válidos                                         | 10 422 852 | -         | -         | -         | -       |
| Votos inválidos              | Votos inválidos                                       | 22 652     | -         | -         | -         | -       |
| Votos en blanco              | Votos en blanco                                       | 17 173     | -         | -         | -         | -       |
| Total (participación: 79,3%) | Total (participación: 79,3%)                          | 10 462 677 | 100       | -         | 150       | -       |
| Fuente: Kiesraad             |                                                       |            |           |           |           |         |

Los partidos de izquierda -Partido Socialista, Partido del Trabajo y Izquierda Verde- suman menos del 20% de los votos. Según el politólogo Cas Mudde, el declive constante de la izquierda desde 2006 se explica principalmente por una agenda mediática dominada por las cuestiones sociales, especialmente las identitarias, en detrimento de las económicas y sociales.

## Formación de gobierno
Rutte reclamó el resultado como un voto de confianza para el VVD.
El 30 de septiembre, los cuatro partidos de la anterior coalición gobernante, VVD, D66, CDA y CU, acordaron negociar la formación de la misma coalición nuevamente. Después de largas conversaciones de coalición, las 4 partes acordaron presentar su acuerdo de coalición el 15 de diciembre de 2021.
El gobierno Rutte IV tomó posesión ante el Rey Guillermo el 10 de enero de 2022, destacándose que en esta oportunidad el gabinete presentado es paritario en su composición (10 mujeres y 10 hombres)